# Elle : La Cendrillon des temps modernes
Pour plus de détails, voir Fiche technique et Distribution.
Elle : La Cendrillon des temps modernes est une comédie musicale sortie au cinéma en 2010, écrite par Bo Ransdell, Ryan Dean et Thomas Martin et dirigée par John et Sean Dunson. Cette comédie sortira en France en DVD et en Blu Ray Disc le 5 octobre 2011.

## Synopsis
Elle (Ashlee Hewitt) rêve de devenir chanteuse, mais ce rêve est coupé net par la mort soudaine de ses parents. Elle grandit chez le meilleur ami de son père, qu'elle considère comme son oncle. Celui-ci dirige une maison de disques, avec comme plus grand succès le groupe "Sensation", composé de trois filles qui ne provoquent que de l'ennui à Elle. L'environnement musical présent, l'ambiance pop diffère de la musique plus contemporaine dans laquelle Elle a grandi, provoquant chez elle une frustration, ainsi qu'un sentiment de culpabilité : ses parents sont en effet décédés dans un accident aérien alors qu'ils se rendaient à une de ses performances musicales. Mais alors que la jeune fille rencontre Ty Parker (Sterling Knight), une célébrité musicale d'actualité avec une passion pour de la "vraie" musique, son intérêt pour l'art est revitalisé. Une nouvelle chance apparaît pour Elle de dévoiler ses talents.

## Distribution
- Sterling Knight : Ty Parker
- Ashlee Hewitt : Elle Daniels
- Thomas Calabro:  Allen
- Kiely Williams : Kandi Kane
- Katherine Bailess : Stephanie
- Tyler Nicole : Becky
- Emma Winkler : Jikamie
- Juliette Hing-Lee : Kit
- Shawn-Caulin Young : Andy
- Brandon Mychal Smith : T.J.